# 在屋頂唱歌
《在屋頂唱歌》是李蕙敏的第十張大碟，於1999年2月4日推出，是其第二張也是最後一張國語大碟，台灣的第一主打歌是《懂得》，而第二主打歌為《他在屋頂唱歌》（香港則為第一主打歌）。
因為大碟缺乏宣傳，使本專輯唱片銷量不佳，亦未能為她得到獎項，而且花費鉅額資金拍攝的第二主打歌《他在屋頂唱歌》音樂錄影帶被評為過份色情和裸露，遭電視台的禁播，播放率因此未能提高。

## 曲目
| 曲序     | 曲目           |          | 作曲        | 编曲     | 製作人   | 备注                              | 时长  |
| -------- | -------------- | -------- | ----------- | -------- | -------- | --------------------------------- | ----- |
| 1.       | 懂得           | 姚若龍   | 古倩敏      | 屠穎     | 黃慶元   | 台灣第一主打歌                    | 3:35  |
| 2.       | 灰蝴蝶         | 李昌琪   | 陳美鳳      | 王繼康   | 黃慶元   | 第四主打歌                        | 4:58  |
| 3.       | 天空好灰       | 姚若龍   | 陳秀珠      | 屠穎     | 黃慶元   | 第三主打歌                        | 5:05  |
| 4.       | 他在屋頂唱歌   | 何啟弘   | 郭俐伶 田仁 | 洪敬堯   | 黃慶元   | 台灣第二主打歌 香港地區第一主打歌 | 5:08  |
| 5.       | 傾訴           | 沈康宗   | 瀧澤玖健    | 洪敬堯   | 黃慶元   |                                   | 3:45  |
| 6.       | 愛無可替代     | 十方     | 古倩敏      | 屠穎     | 黃慶元   |                                   | 3:26  |
| 7.       | 敏感           | 何啟弘   | 史丹利      | 劉志遠   | 黃慶元   | 《大話情人》國語版                | 4:42  |
| 8.       | 失蹤           | 小寒     | 高進榮      | 洪晟文   | 黃慶元   |                                   | 3:15  |
| 9.       | 不要讓悲傷靠近 | 王祚森   | 張玫潔      | 鍾興民   | 黃慶元   |                                   | 3:56  |
| 10.      | 忘了           | 施人誠   | 周啟生      | 周啟生   | 黃慶元   | 《化妝》國語版                    | 4:06  |
| 11.      | 不必說抱歉     | 徐世珍   | 黎沸揮      | 賴布衣   | 葉廣權   | 《擺脫》國語版                    | 3:49  |
| 总时长： | 总时长：       | 总时长： | 总时长：    | 总时长： | 总时长： | 总时长：                          | 45:46 |

## 唱片版本
- CD版

## 音樂錄影帶
- 懂得
  - 導演：鄺盛
  - 企劃：簡兢谷
- 他在屋頂唱歌
  - 導演、封面攝影：黃中平
  - 企劃：簡兢谷